# Une Parisienne
Une Parisienne (Brasil: Uma Parisiense / Portugal: O Príncipe e a Parisiense) é um filme de comédia francês de 1957 dirigido por Michel Boisrond e estrelado por Brigitte Bardot.

## Sinopse
Bardot interpreta Brigitte Laurier, uma garota mimada e filha do Primeiro Ministro da França. Ela acaba se apaixonando pelo sedutor Michael (Henri Vidal), que é chefe de gabinete de seu pai. No entanto, apesar de todos seus romances, Michael não está interessado nela. Depois de algum tempo, Brigitte consegue se casar com Michael após emboscá-lo, mas ela suspeita de que ele está a traindo. Aproveitando que o Príncipe Charles está numa visita oficial a Paris, Brigitte vai fazer tudo que estiver ao seu alcance para provocar ciúmes em seu marido. 

## Elenco
- Brigitte Bardot como Brigitte Laurier
- Henri Vidal como Michel Legrand
- André Luguet como Presidente Alcide Laurier
- Charles Boyer como Príncipe Charles
- Claire Maurier como Caroline Herblay
- Noël Roquevert como Mr. d'Herblay
- Madeleine Lebeau como Monique Wilson
- Nadia Gray como Rainha Greta
- Fernand Sardou como Fernand, o barman
- Robert Pizani como Embaixador Mouchkine
- Judith Magre como Irma
- Vera Talchi como Titine